# Amarant (drewno)
Amarant (fr. bois violet; ang. purpleheart) – gatunek drewna pozyskiwany z drzew z rodzaju Peltogyne (plemię Detarieae) występujących w Ameryce Środkowej i Południowej. Drewno ciężkie, bardzo twarde, jednak podatne na obróbkę. Dobrze skrawa się na forniry, a jego dodatkowym atutem jest dekoracyjne usłojenie.

## Zastosowanie
- drewno konstrukcyjne w stolarce budowlanej zewnętrznej i wewnętrznej
- w meblarstwie parkiety, boazerie, okleiny, intarsja, elementy toczone
- galanteria drewniana i wyroby artystyczne
- sprzęt sportowy, wyposażenie wagonów kolejowych i statków oraz budowle wodne